# Jack Ketchum
Dallas William Mayr, més conegut pel seu pseudònim Jack Ketchum (Livingston, Nova Jersey; 10 de novembre de 1946-Nova York, 24 de gener de 2018), va ser un guionista i escriptor de terror estatunidenc.

## Biografia
En la seva infància i adolescència no li agradava socialitzar, preferia passejar pel bosc i ser a la seva habitació llegint còmics i llibres. Es va graduar a l'escola de Livingston en 1964. En la seva adolescència es va fer amic de l'autor Robert Bloch, autor de Psycho, que es va convertir en el seu mentor. Abans de publicar el seu primer llibre va treballar com a actor, mestre i venedor de fusta, inclòs ser el representant literari de Henry Miller, el cèlebre autor de la novel·la Tròpic de Càncer. Ketchum ha estat elogiat per icones literàries com Stephen King.
La seva primera novel·la, de 1980, Off Season, és el principi per a una sèrie de novel·les i històries curtes on el protagonista és l'home, un animal increïblement ambigu. Ha estat condemnat per la revista Village Voice, acusant-lo que els seus treballs contenen pornografia violenta.
Sovint les històries de Ketchum es basen en fets reals: es va inspirar en l'assassinat d'una jove anomenada Sylvia Likens, que va tenir lloc en 1965, per a escriure la seva novel·la The Girl Next Door (1989).
Amb els anys, Ketchum va rebre nombrosos premis per obres com The Box (premi Bram Stoker al millor relat curt, 1994), Closing Time (premi Bram Stoker a la millor novel·la, 2003), Peaceable Kinkgdom (premi Bram Stoker a la millor antologia, 2003) , Gone (que es va publicar per primera vegada en October Dreams; premi Bram Stoker al millor relat curt, 2000), premi World Horror Convention Great Màster 2011 per la seva contribució al gènere del terror. Dreams: A Celebration of Halloween (editada per Richard Chizmar i Robert Morrish). Moltes de les seves obres s'han convertit en pel·lícules, com The Lost, The Girl Next Door i Red.
Va morir el 24 de gener de 2018 a causa de càncer.

## Premis i nominacions
- The Box — (1994) Premi Bram Stoker a la millor història curta[5]
- Right to Life — (1999) Nominada al premi Bram Stoker a la millor ficció llarga
- Gone — (2000) Premi Bram Stoker al millor curt de ficció[5]
- The Lost — (2001) Nominada al premi Bram Stoker a la millor novel·la
- The Haunt — (2001) Nominada al premi Bram Stoker al millor curt de ficció
- Peaceable Kingdom — (2003) Premi Bram Stoker a la millor col·lecció[5]
- Closing Time — (2003) Premi Bram Stoker a la millor ficció llarga[5]
- Premi Gran Mestre de la Convenció Mundial de Terror (2011)
- I'm Not Sam — (2012) Nominada al premi Bram Stoker a la millor ficció llarga (amb Lucky McKee)
- I'm Not Sam — (2012) Nominat al Premi Shirley Jackson a la millor novel·la (amb Lucky McKee)

### Novel·les
| Títol                              | Any  | Tipus      | Editor                      | Notes                                                                |
| ---------------------------------- | ---- | ---------- | --------------------------- | -------------------------------------------------------------------- |
| Off Season                         | 1981 | novel·la   | Ballantine Books            |                                                                      |
| Hide and Seek                      | 1984 | novel·la   | Ballantine Books            |                                                                      |
| Cover                              | 1987 | novel·la   | Grand Central Publishing    |                                                                      |
| She Wakes                          | 1989 | novel·la   | Berkley Publishing Group    |                                                                      |
| The Girl Next Door                 | 1989 | novel·la   | Grand Central Publishing    |                                                                      |
| Offspring                          | 1991 | novel·la   | Diamond Books               | la seqüela de Off Season                                             |
| Joyride                            | 1994 | novel·la   | Berkley Publishing Group    | estrenada com a Road Kill al Regne Unit.                             |
| Stranglehold                       | 1995 | novel·la   | Berkley Publishing Group    | estrenada com a Only Child al Regne Unit.                            |
| Red                                | 1995 | novel·la   | Headline Book Publishing    |                                                                      |
| Ladies' Night                      | 1997 | novel·la   | Silver Salamander Press     | reelaborat a partir d'un llançament inèdit de Ballantine             |
| The Exit at Toledo Blade Boulevard | 1998 | col·lecció | Obsidian Books              | col·lecció de contes curts                                           |
| Right to Life                      | 1998 | novel·la   | Cemetery Dance Publications |                                                                      |
| The Lost                           | 2001 | novel·la   | Leisure Books               |                                                                      |
| Peaceable Kingdom                  | 2003 | col·lecció | Leisure Books               | col·lecció de contes curts                                           |
| The Crossings                      | 2003 | novel·la   | Cemetery Dance Publications |                                                                      |
| Sleep Disorder                     | 2003 | col·lecció | Gauntlet Press              | coescrit amb Edward Lee                                              |
| Broken on the Wheel of Sex         | 2006 | col·lecció | Overlook Connection Press   | històries escrites anteriorment amb el pseudònim de Jerzy Livingston |
| Weed Species                       | 2006 | novel·la   | Cemetery Dance Publications |                                                                      |
| Closing Time and Other Stories     | 2007 | col·lecció | Gauntlet Press              | col·lecció de contes curts                                           |
| Old Flames                         | 2008 | novel·la   | Leisure Books               |                                                                      |
| Book of Souls                      | 2008 | novella    | Bloodletting Press          |                                                                      |
| The Woman                          | 2010 | novel·la   | Leisure Books               | coescrit amb Lucky McKee                                             |
| I'm Not Sam                        | 2012 | novel·la   | Sinister Grin Press         | coescrit amb Lucky McKee                                             |
| Triptych                           | 2012 | col·lecció | Crossroad Press             | col·lecció d’obres                                                   |
| Notes from the Cat House           | 2013 | col·lecció | Crossroad Press             | col·lecció de poemes                                                 |
| The Secret Life of Souls           | 2016 | novel·la   | Pegasus Books               | coescrit amb Lucky McKee                                             |
| Gorilla in my Room                 | 2017 | col·lecció | Cemetery Dance Publications | col·lecció de contes curts                                           |

## Filmografia

### Guionista
- The Lost (2006)
- The Girl Next Door (2007)
- Red (2008)
- Offspring (2009)
- The Woman (2011)
- Mail Order (curt, 2011)
- Olivia (curt, 2013)
- XX (segment "The Box", 2017)

### Actor
- The Lost (2006) com a Teddy Panik
- Header (2006) com a State Trooper No. 2
- The Girl Next Door (2007) com a treballadora del Carnaval
- Red (2008) com a Bartender
- Offspring (2009) com a Max Joseph